# Cannibal Holocaust (EP)
Cannibal Holocaust è un EP pubblicato nel 2001 dalla band death metal Necrophagia. Nel disco sono presenti il cantante dei Pantera Phil Anselmo (con il nome Anton Crowley) in veste di chitarrista e la (allora) moglie Opal Enthroned alle tastiere.

## Tracce
1. Cannibal Holocaust
2. Burning Moon Sickness
3. It Lives In The Wood
4. Baphomet Rises
5. Chainsaw Lust
6. Cannibal Holocaust (video)

## Formazione
- Killjoy - voce
- Phil Anselmo - chitarra
- Frediablo - chitarra
- Jared Faulk - basso
- Wayne Fabra - batteria
- Opal Enthroned - tastiere